# Extrakce zubu

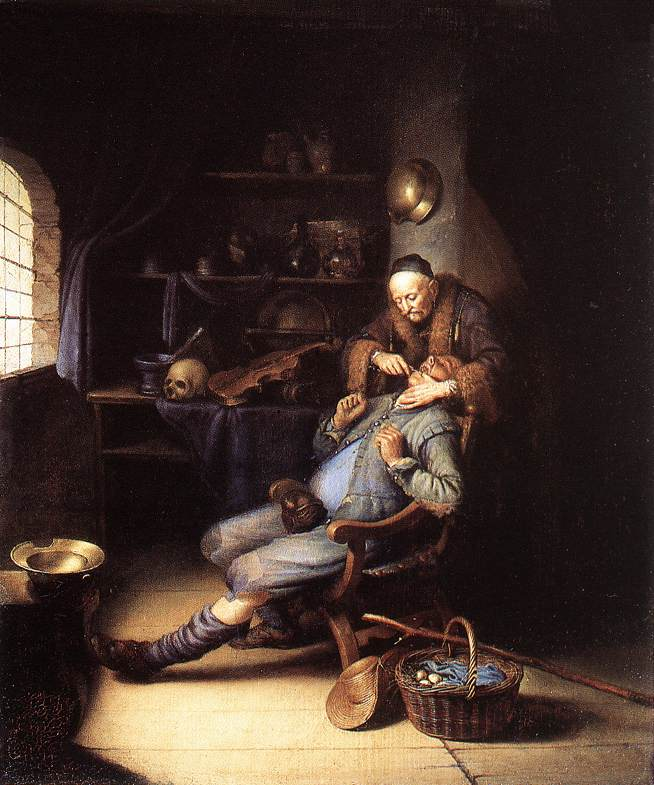
Gerrit Dou: Extrakce zubu (1630–1635). Obraz se nachází v pařížském muzeu Louvre

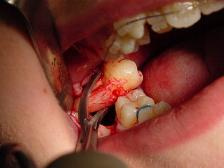
Extrakce zubu

Extrakce zubu je stomatologický nebo stomatochirurgický zákrok, při němž je vytržen či jinak odstraněn zub. Podle stadia růstu zubu a také směru růstu zubu provádí zákrok ošetřující zubní lékař nebo stomatochirurg.

## Indikace k extrakci zubu
O extrakci zubu rozhoduje ošetřující zubní lékař.[zdroj?] Podle českého zákona č. 372/2011 Sb. o zdravotních službách a Etického kodexu práv pacientů pacient musí být předem podrobně poučen o zdravotním stavu, průběhu a rizicích zákroku, včetně alternativ, a má právo odmítnout léčbu (s negativním reversem). Nejčastěji se provádí extrakce třetích molárů (zubů moudrosti). Podle stavu zubu, který se zjišťuje rentgenem, nařídí[zdroj?] zubní lékař druh extrakce. K extrakci třetího moláru dochází zpravidla mezi 18. a 25. rokem věku pacienta. Důvodem k odstranění zubu moudrosti může být kaz zubu zasahující hluboko do kořene zubu, špatný růst, růst do kosti nebo růst do ostatních zubů (nedostatek místa v čelisti) aj.

## Druhy extrakce zubu
Extrakce zubu se provádí třemi způsoby:
- základní extrakce,
- komplikovaná extrakce,
- chirurgické extrakce.

### Základní extrakce
Tento druh extrakce se provádí, pokud je zub zcela vyrostlý. Zubař používá nástroje běžné pro takový typ zákroku.[zdroj?] Rána se po vynětí zubu nezašívá. Zákrok se provádí ambulantně v lokální anestezii.

### Komplikovaná extrakce

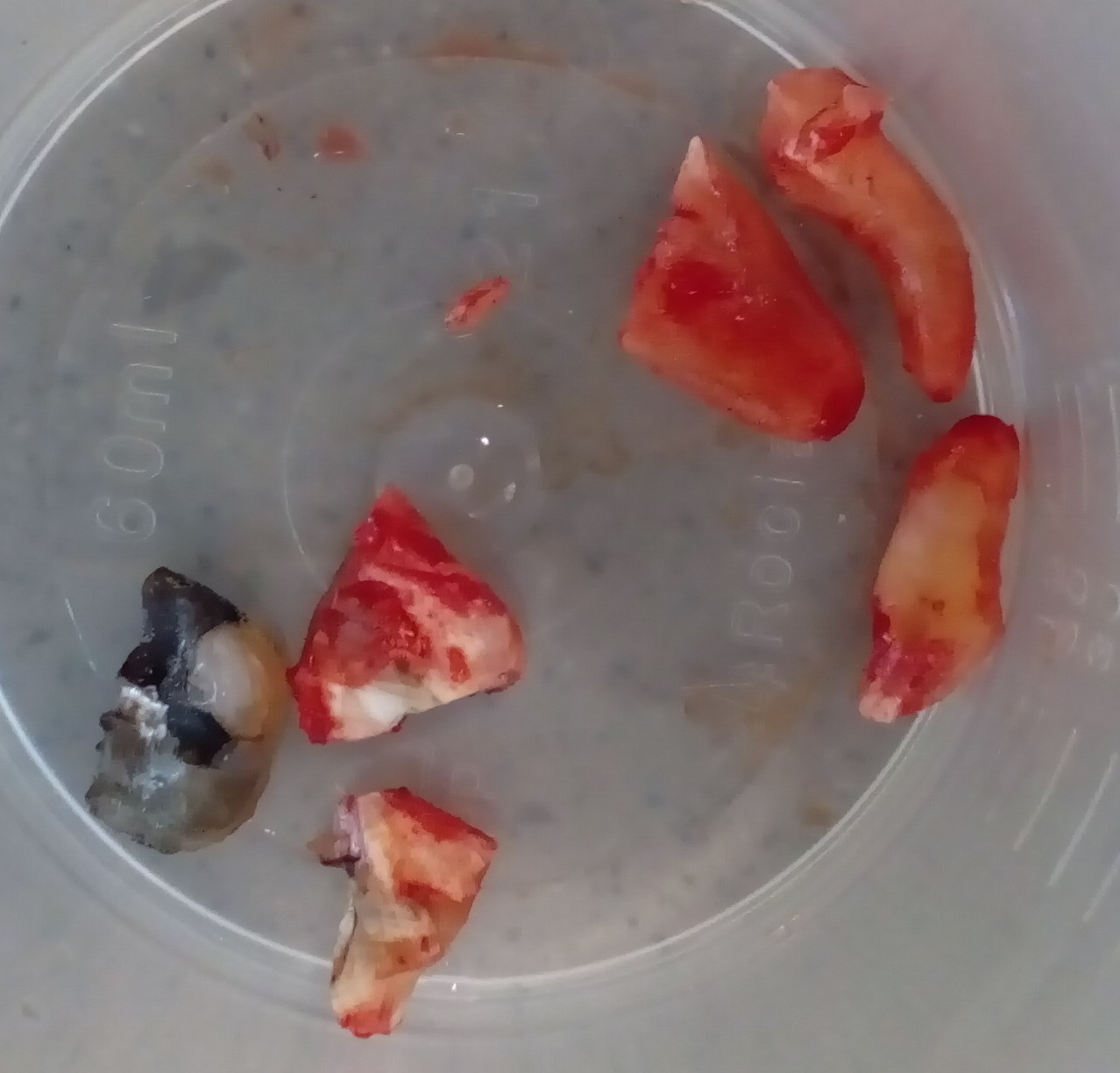

Ke komplikované extrakci dochází zejména u dolních zubů. Při zákroku si zubní lékař musí pomoci některými rotačními nástroji, které usnadní přístup k zubu a umožní zub vyjmout z lůžka. Zákrok se provádí zpravidla ambulantně a v lokální anestezii.

### Chirurgická extrakce
Indikací k chirurgické extrakci zubu je např. nevyrostlý, případně špatně rostlý zub, nejčastěji třetí dolní molár (zub moudrosti). Chirurgickou extrakci provádí stomatochirurg na příslušném oddělení v nemocnici, často na operačním sále. Chirurgická extrakce se provádí v lokální anestezii. Stomatochirurg odklopí dáseň a pomocí nástrojů vyjme zub z lůžka. Rána se po zákroku zašívá. Preventivně může zubní lékař předepsat antibiotika, aby nedošlo ke vzniku zánětu.[zdroj?]

## Komplikace po extrakci

### Suché lůžko
Suché lůžko je bolestivý stav, který může vzniknout po extrakci zubu, obvykle 2 až 4 dny po zákroku. Dochází při něm k rozpadu nebo neexistenci krevní sraženiny, která by normálně chránila kost a nervová zakončení v zubním lůžku. Výsledkem je intenzivní, vystřelující bolest, často doprovázená zápachem z úst. Tento stav většinou není infekční, ale výrazně ztěžuje hojení. Léčba zahrnuje výplachy, dezinfekci a aplikaci léčivých přípravků přímo do lůžka.